# فضل النقيب
فضل علي ناجي علي عسكر النقيب صحفي وكاتب وشاعر يمني. من مواليد قرية (القدمة) حاضرة مشيخة الموسطة من قبيلة (آل النقيب) مديرية (منطقة يافع) في جنوب اليمن وكان ميلاده عام 1944م.

## دراسته
تلقى تعليمه الأول في كتّاب القرية (المعلامة) ثم في مدرسة (قعطبة). ثم التحق بمدرسة (بازرعة) الإسلامية والمعهد العلمي الإسلامي في كريتر - عدن لإكمال المرحلة الابتدائية والإعدادية. حصل بعد ذلك على الثانوية العامة من مدرسة (الخديوي إسماعيل) بالقاهرة (1964-1965م)، ثم التحق بـجامعة القاهرة في 1965-1966م بكلية الآداب قسم الصحافة، وتخرج في 1968-1969م بليسانس صحافة وبتقدير جيد جداً مع مرتبة الشرف وكان الأول على دفعته.

## عمله
عمل في عدن في الفترة 1970-1974م مدرساً في كلية عدن، ورئيساً لقسم الأخبار في إذاعة عدن، ثم مديراً للإذاعة ونائب رئيس مجلس الإذاعة والتلفزيون، ومقدماً ومعداً لبرنامج تلفزيوني عرف باسم (فنجان شاي). كما عمل لبعض الوقت في وزارة الثقافة وكان صحفياً ودبلوماسياً في الكويت. كانت عدن في تلك الحقبة ملتقى العديد من رواد الشعر الجديد والحداثة أمثال محمود درويش وسعدي يوسف وغادة السمان التي أفردت شيئا من كتاباتها لعدن.
غادر عدن في بداية 1974م إلى صنعاء، ثم هاجر إلى بغداد وعمل في البرامج الثقافية وسكرتير التحرير لمجلة الإذاعة والتلفزيون، ثم غادرها إلى السعودية في 1981م. ظل في السعودية يعمل في القطاع الخاص حتى عام 1985م حيث غادر إلى أبو ظبي عاصمة دولة الإمارات العربية المتحدة. عمل في أبوظبي محرراً صحفياً وكاتباً لعمود يومي في جريدة الإتحاد الإماراتية لمدة 15 عاماً وكان من محرريها أيضا الشاعر الراحل سعيد محمد دحي. في عام 2001 إلتحق بسفارة الجمهورية اليمنية في أبو ظبي مستشاراً ثقافيا إلى وفاته 2012.

## نشاطه
كتب عموداً يومياً في كل من جريدة أخبار العرب الإماراتية والثورة اليمنية و(3) أعمدة أسبوعية في الصحف اليمنية: الأيام، 26 سبتمبر والجمهورية.
صدر له كتاب دفاتر الأيام عن ذكريات الأيام التي عاشها في عدن في حقبة السبعينات.

## وفاته
توفي صباح الثامن من شهر يناير لعام 2012 في مدينة برلين الألمانية عن عمر ناهز 68 عاما.